# Plakette des Luftwaffenkommandos Südost
Die Plakette des Luftwaffenkommandos Südost war eine nichttragbare Auszeichnung der deutschen Luftwaffe während des Zweiten Weltkrieges, die vom General der Flieger Martin Fiebig 1944 für die Angehörigen des Luftwaffenkommandos Südost gestiftet wurde. Eine exakte Datierung der Schaffung ist nicht möglich. Sie lag zwischen der Aufstellung des Kommandos im Januar 1944 und dessen Auflösung im Oktober des gleichen Jahres.
Die Plakette hat die Form eines spitz zulaufenden Schildes, ist bronzen 141 mm hoch und 121 mm breit. Sie zeigt auf ihrer Vorderseite die geografischen Umrisse Griechenlands sowie weite Teile der Balkanhalbinsel, in deren Mitte das Hoheitsabzeichen der Luftwaffe in erhabener Prägung dargestellt ist. Darüber befindet sich die zweizeilige Inschrift: FÜR BESONDERE LEISTUNGEN / IM SÜDOSTRAUM und unter dem Luftwaffenadler, ebenfalls zweizeilig gehalten, DER KOMMANDIERENDE GENERAL UND / BEFEHLSHABER IM LW.KDO SÜDOST. Wiederum unter dieser Inschrift ist die Unterschrift des Stifters des Schildes in Faksimile Fiebig und darunter sein Dienstgrad GENERAL DER FLIEGER zu lesen. Überreicht wurde die Plakette mit einer Verleihungsurkunde im Format 18,5 cm (Höhe) × 15 cm (Breite).